# 화폐경제학
화폐경제학(Monetary economics)은 화폐에 대한 다양한 이론을 연구하는 경제학의 한 분야이다. 화폐를 분석하기 위한 틀을 제공하고 화폐의 기능(예: 교환 매체, 가치 저장, 계정 단위 등)을 고려하고 화폐가 어떻게 얻을 수 있는지 고려한다. 순전히 공공재로서의 편리함 때문에 수용된다. 이 학문은 역사적으로 거시경제학과 통합적으로 연결되어 있으며 여전히 예견되어 왔다. 이 분야에서는 또한 화폐 및 관련 금융 기관의 규제와 국제적 측면을 포함하여 화폐 시스템의 효과를 조사한다.
현대 분석은 화폐 수요에 대한 미시적 기초를 제공하고 산출물 총 수요에 대한 영향을 포함하여 미시 또는 거시 용도에 대한 유효한 명목 및 실질 화폐 관계를 구별하려고 시도했다. 그 방법에는 다른 자산을 대체하고 명시적인 마찰을 기반으로 돈의 의미를 도출하고 테스트하는 것이 포함된다.

## 같이 보기
- 고전학파의 이분법
- 외환위기
- 유동성 선호
- 유동성 함정
- 현대 화폐 이론
- 통화주의
- 본원통화
- 신용 창출
- 통화량
- 체계적 위험
- 테일러 준칙
- 고용, 이자 및 화폐의 일반 이론
- 화폐유통속도